# 牛佛镇
牛佛镇，是中华人民共和国四川省自贡市大安区下辖的一个乡镇级行政单位。

## 行政区划
牛佛镇下辖以下地区：
王爷庙社区、张家坝社区、张寺村、富隆村、红旗村、藕塘村、群力村、群光村、群星村、佛岩村、青年村、权利村、贯山村、农科村、大桥村、星光村、金星村、大义村、会家村、鞍山村、水井村、高店村、关刀村、陈家村、关家村、祝家村、双河村、东胜村、四盟村、宁远村、老贯村、罗井村、竹林村、前峰村和烟墩村。

## 中国传统村落
2013年8月，王爷庙社区被评为第二批中国传统村落。